# Pronome riflessivo
Il pronome riflessivo, ovvero mi, ti, si, ci, vi, di viene di solito usato quando il complemento oggetto di una frase ne è anche soggetto. Permette di far ricadere l'azione sul soggetto: ad esempio "io mi lavo", "loro sì vestono".
Questo pronome permette di costruire i tre tipi di verbo riflessivo: proprio, improprio, reciproco.
- "Io mi lavo", ovvero "lavo me": riflessivo proprio, perché il soggetto diventa contemporaneamente anche l'oggetto della frase.
- "Io mi lavo i capelli": riflessivo improprio o apparente, in quanto io non lavo me stesso, ma i capelli, che diventano oggetto dell'azione.
- "Noi ci salutiamo": riflessivo reciproco, in quanto i soggetti svolgono l'azione l'uno verso l'altro in reciprocità.